# Time Goes By
Ne doit pas être confondu avec As Time Goes By.
Singles de Every Little Thing
Face the Change
(1998) Forever Yours
(1998)
Time Goes By (titré Time goes by) est le huitième single d'Every Little Thing.

## Genèse
Le single, écrit, composé et produit par Mitsuru Igarashi, sort le 11 février 1998 au Japon sur le label Avex Trax, au format mini-CD single de 8 cm de diamètre (alors la norme pour les singles dans ce pays), un mois seulement après le précédent single du groupe, Face the Change. Il atteint la 2e place du classement des ventes de l'Oricon, et il reste classé pendant 19 semaines. Bien que ne s'étant pas classé numéro un, il se vend à plus d'un million d'exemplaires et demeure le single le plus vendu du groupe.
Le single ne contient qu'une chanson, dans trois versions différentes : sa version originale, sa version instrumentale, et une version remixée par Bad Attitude.
La chanson-titre est alors utilisée comme thème musical pour une publicité et comme générique du drama Amai Kekkon.
Elle figurera dans une version réarrangée (sous-titrée "Orchestra Version") sur le deuxième album du groupe, Time to Destination qui sortira deux mois plus tard, puis dans sa version d'origine sur ses compilations Every Best Single +3 de 1999 et Every Best Single - Complete de 2009. Elle sera à nouveau remixée sur ses albums de remix The Remixes II de 1998, Super Eurobeat Presents Euro Every Little Thing de 2001, et Cyber Trance Presents ELT Trance de 2002. Elle sera aussi reprise en version acoustique sur son album de reprises Acoustic : Latte de 2005.

## Liste des titres
La chanson originale est écrite, composée et arrangée par Mitsuru Igarashi.
| CD    | CD                                                 | CD    | CD | CD | CD | CD | CD | CD | CD |
| No    | Titre                                              | Durée |    |    |    |    |    |    |    |
| ----- | -------------------------------------------------- | ----- | -- | -- | -- | -- | -- | -- | -- |
| 1.    | Time Goes By (Time goes by)                        | 5:14  |    |    |    |    |    |    |    |
| 2.    | Time Goes By (Bad Attitude Mix) (Time goes by ...) | 8:02  |    |    |    |    |    |    |    |
| 3.    | Time Goes By (Instrumental) (Time goes by ...)     | 5:11  |    |    |    |    |    |    |    |
| 18:27 |                                                    |       |    |    |    |    |    |    |    |